# Razack Cissé
Abdul Razack Cissé (30 dicembre 1998) è un calciatore ivoriano, attaccante dell'ASEC Mimosas.

## Caratteristiche tecniche
È un'ala sinistra, in grado di agire da centravanti.

## Carriera
Il 1º agosto 2017 passa allo Zamalek in cambio di 125.000 euro. Non trovando spazio in squadra, il 27 dicembre si trasferisce in prestito oneroso all'Al-Ittihad Alessandria. Il 27 settembre 2022 si accorda a parametro zero con il National Bank of Egypt.

## Statistiche

### Presenze e reti nei club
Statistiche aggiornate al 19 gennaio 2023.
| Stagione                      | Squadra                       | Campionato                    | Campionato | Campionato | Coppe nazionali | Coppe nazionali | Coppe nazionali | Coppe continentali | Coppe continentali | Coppe continentali | Altre coppe | Altre coppe | Altre coppe | Totale | Totale |
| Stagione                      | Squadra                       | Comp                          | Pres       | Reti       | Comp            | Pres            | Reti            | Comp               | Pres               | Reti               | Comp        | Pres        | Reti        | Pres   | Reti   |
| ----------------------------- | ----------------------------- | ----------------------------- | ---------- | ---------- | --------------- | --------------- | --------------- | ------------------ | ------------------ | ------------------ | ----------- | ----------- | ----------- | ------ | ------ |
| gen.-giu. 2017                | Aswan                         | PL                            | 17         | 1          | CE              | 0               | 0               | -                  | -                  | -                  | -           | -           | -           | 17     | 1      |
| 2017-gen. 2018                | Zamalek                       | PL                            | 5          | 0          | CE              | 1               | 0               | ACC+CC             | 0                  | 0                  | -           | -           | -           | 6      | 0      |
| gen.-giu. 2018                | Al-Ittihad Alessandria        | PL                            | 17         | 2          | CE              | 0               | 0               | -                  | -                  | -                  | -           | -           | -           | 17     | 2      |
| 2018-2019                     | Al-Ittihad Alessandria        | PL                            | 32         | 7          | CE              | 3               | 1               | ACC                | 9                  | 4                  | -           | -           | -           | 44     | 12     |
| 2019-2020                     | Al-Ittihad Alessandria        | PL                            | 29         | 7          | CE              | 3               | 2               | ACC                | 5                  | 1                  | -           | -           | -           | 37     | 10     |
| 2020-2021                     | Al-Ittihad Alessandria        | PL                            | 19         | 7          | CE              | 1               | 0               | -                  | -                  | -                  | -           | -           | -           | 20     | 7      |
| Totale Al-Ittihad Alessandria | Totale Al-Ittihad Alessandria | Totale Al-Ittihad Alessandria | 97         | 23         |                 | 7               | 3               |                    | 14                 | 5                  |             | -           | -           | 118    | 31     |
| 2021-2022                     | Zamalek                       | PL                            | 6          | 0          | CE              | 1               | 0               | CCL                | 4                  | 0                  | SE          | 0           | 0           | 11     | 0      |
| Totale Zamalek                | Totale Zamalek                | Totale Zamalek                | 11         | 0          |                 | 2               | 0               |                    | 4                  | 0                  |             | -           | -           | 17     | 0      |
| 2022-2023                     | National Bank of Egypt        | PL                            | 13         | 2          | CE              | 1               | 0               | -                  | -                  | -                  | -           | -           | -           | 14     | 2      |
| Totale carriera               | Totale carriera               | Totale carriera               | 138        | 26         |                 | 10              | 3               |                    | 18                 | 5                  |             | 0           | 0           | 166    | 34     |

## Palmarès

### Club

#### Competizioni nazionali
- Coppa d'Egitto: 1

Zamalek: 2020-2021
- Campionato egiziano: 1

Zamalek: 2021-2022